# Jodie Meeks
Orestes Jodie Meeks (Norcross, 21 agosto 1987) è un ex cestista e allenatore di pallacanestro statunitense di ruolo guardia, professionista nella NBA.

## Carriera
È stato selezionato dai Milwaukee Bucks al secondo giro del Draft NBA 2009 (41ª scelta assoluta).

## Statistiche

### College
| Anno      | Squadra           | PG | PT | MP   | TC%  | 3P%  | TL%  | RP  | AP  | PRP | SP  | PP   |
| --------- | ----------------- | -- | -- | ---- | ---- | ---- | ---- | --- | --- | --- | --- | ---- |
| 2006-2007 | Kentucky Wildcats | 34 | 1  | 22,1 | 41,9 | 36,4 | 89,7 | 2,8 | 1,5 | 0,9 | 0,2 | 8,7  |
| 2007-2008 | Kentucky Wildcats | 11 | 5  | 23,2 | 30,7 | 32,0 | 79,4 | 2,6 | 1,5 | 0,5 | 0,1 | 8,8  |
| 2008-2009 | Kentucky Wildcats | 36 | 36 | 34,4 | 46,3 | 40,6 | 90,2 | 3,4 | 1,8 | 1,3 | 0,1 | 23,7 |
| Carriera  | Carriera          | 81 | 42 | 27,7 | 43,6 | 38,6 | 89,0 | 3,0 | 1,6 | 1,1 | 0,1 | 15,4 |

### NBA

#### Regular Season
| Anno       | Squadra            | PG  | PT  | MP   | TC%  | 3P%  | TL%  | RP  | AP  | PRP | SP  | PP   |
| ---------- | ------------------ | --- | --- | ---- | ---- | ---- | ---- | --- | --- | --- | --- | ---- |
| 2009-2010  | Milwaukee Bucks    | 41  | 0   | 11,9 | 36,2 | 28,0 | 85,7 | 1,8 | 0,5 | 0,3 | 0,1 | 4,1  |
| 2009-2010  | Philadelphia 76ers | 19  | 0   | 12,3 | 44,0 | 38,0 | 72,2 | 1,4 | 0,9 | 0,3 | 0,1 | 5,9  |
| 2010-2011  | Philadelphia 76ers | 74  | 64  | 27,9 | 42,5 | 39,7 | 89,4 | 2,3 | 1,1 | 0,9 | 0,1 | 10,5 |
| 2011-2012  | Philadelphia 76ers | 66  | 50  | 24,9 | 40,9 | 36,5 | 90,6 | 2,4 | 0,8 | 0,6 | 0,0 | 8,4  |
| 2012-2013  | L.A. Lakers        | 78  | 10  | 21,3 | 38,7 | 35,7 | 89,6 | 2,2 | 0,9 | 0,7 | 0,1 | 7,9  |
| 2013-2014  | L.A. Lakers        | 77  | 70  | 33,2 | 46,3 | 40,1 | 85,7 | 2,5 | 1,8 | 1,4 | 0,1 | 15,7 |
| 2014-2015  | Detroit Pistons    | 60  | 0   | 24,4 | 41,6 | 34,9 | 90,6 | 1,7 | 1,3 | 1,0 | 0,1 | 11,1 |
| 2015-2016  | Detroit Pistons    | 3   | 0   | 14,3 | 35,0 | 44,4 | 100  | 1,7 | 1,0 | 0,0 | 0,0 | 7,3  |
| 2016-2017  | Orlando Magic      | 36  | 10  | 20,5 | 40,2 | 40,9 | 87,8 | 2,1 | 1,3 | 0,9 | 0,1 | 9,1  |
| 2017-2018  | Wash. Wizards      | 77  | 0   | 14,5 | 39,9 | 34,3 | 86,3 | 1,6 | 0,9 | 0,4 | 0,1 | 6,3  |
| 2018-2019† | Toronto Raptors    | 8   | 0   | 13,0 | 53,8 | 44,4 | 100  | 1,5 | 1,0 | 0,1 | 0,1 | 6,4  |
| Carriera   | Carriera           | 539 | 204 | 22,5 | 42,0 | 37,3 | 87,9 | 2,1 | 1,1 | 0,8 | 0,1 | 9,3  |

#### Playoffs
| Anno     | Squadra            | PG | PT | MP   | TC%  | 3P%  | TL%  | RP  | AP  | PRP | SP  | PP  |
| -------- | ------------------ | -- | -- | ---- | ---- | ---- | ---- | --- | --- | --- | --- | --- |
| 2011     | Philadelphia 76ers | 5  | 5  | 25,0 | 41,9 | 44,4 | 83,3 | 2,0 | 0,8 | 0,6 | 0,0 | 7,8 |
| 2012     | Philadelphia 76ers | 13 | 1  | 7,8  | 34,6 | 23,1 | 100  | 0,3 | 0,3 | 0,2 | 0,1 | 2,7 |
| 2013     | L.A. Lakers        | 1  | 0  | 20,0 | 25,0 | 0,0  | 100  | 2,0 | 0,0 | 1,0 | 0,0 | 4,0 |
| 2016     | Detroit Pistons    | 1  | 0  | 2,0  | 100  | -    | -    | 0,0 | 0,0 | 0,0 | 0,0 | 2,0 |
| 2019†    | Toronto Raptors    | 14 | 0  | 4,7  | 31,0 | 15,4 | 66,7 | 0,6 | 0,1 | 0,3 | 0,1 | 1,6 |
| Carriera | Carriera           | 34 | 6  | 9,3  | 36,3 | 28,3 | 92,0 | 0,7 | 0,3 | 0,3 | 0,1 | 3,0 |

## Palmarès

### NBA
- Campionato NBA: 1

Toronto Raptors: 2019

### NCAA
- NCAA AP All-America Second Team (2009)